# Gábor (15. századi költő)
Gábor (15. század) költő.
Eredeti vezetékneve ismeretlen. Arnold de Bavaria Liber singularis de arte poetica eiusque laudibus et usu delectaminaque című, 1492-ben Kölnben megjelent munkája előszavában így ír róla:
„A költészet az élet jele. Innét van, hogy annak a népnek, melynek nincsen költészete, valahogyan nemzeti élete sincsen, és az is innét van, hogy a híresebb népeknek mind megvannak és meg is lesznek a maguk költői mintegy a nemzet életének jeléül. Senki sincs, aki legyintene a görögök és a latinok költőinek ragyogó tehetsége láttán, amelyre korunk minden kultúrnépe törekedni tartozik, bizony a pannonok népe is. Kiknek soraiban említésre érdemes ez a magyari Gábor, aki ugyancsak remek dalokat, verseket szerzett össze honfitársainak gyönyörűségére, olyan tehetséggel, hogy azt beszélik, költeményei közt maga a dicsőséges és igen tudós Mátyás király is gyakran lelt felüdülésre, mikor dolgai engedték. Ugyanez a költő, amint nekem az arról a vidékről való barátaim hírül hozták, most az említett legyőzhetetlen király úrnak a jellemét, hadakozásait terjedelmes költeményben előadni, s az ilyen királynak sosem múló emlékezetét a jövendő századokra írásban hagyományozni igyekszik.” 
E ritka könyvnek az a  példánya, amelyből Kemény József gróf e sorokat kiírta, a nagyenyedi könyvtáré volt ezelőtt Pápai Páriz Ferencé, ki Gábor neve után ezt a megjegyzést jegyzést tette:
„Bonfinius szerint szerette Mátyás király magát cantáltatni”.